# Еммануель Дрейк дель Кастільйо
Еммануель Дрейк дель Кастільйо (фр. Emmanuel Drake del Castillo; 1855–1904) — французький ботанік іспанського походження.

## Коротка біографія
Предки Еммануеля Дрейка дель Кастільйо прибули в Іспанію з Куби приблизно у 1800 році.
Еммануель Дрейк дель Кастільйо народився у Парижі; учень Луї Едуара Бюро (1830–1918), професора Паризького музею природознавства.
Між 1886 та 1892 роками Дрейк опублікував велику ілюстровану роботу Illustrationes Florae Insulae Maris Pacifici («Ілюстровані флори островів Тихого океану»), в якій узагальнив свої дослідження флори Французької Полінезії.
У 1893 році у Парижі була видана робота Дрейка Flore de la Polynésie française («Флора Французької Полінезії»).
Крім тихоокеанської флори, Дрейк також займався вивченням флори Мадагаскару.
Дрейк зібрав гербарій, у якому було понад п'ятсот тисяч зразків. Після його смерті, у 1904 році, гербарій був переданий в Паризький музей природознавства.

## Описані види рослин
- Alluaudia, родина Didiereaceae
- Apaloxylon, родина Leguminosae
- Bathiaea, родина Leguminosae
- Cullumiopsis, родина Asteraceae}[4] )
- Gigasiphon, родина Leguminosae
- Leptomischus, родина Rubiaceae
- Poortmannia, родина Solanaceae[5].

## Окремі публікації
- Illustrationes florae insularum Maris Pacifici / Paris: G. Masson, 1886–1892.
- Histoire naturelle des plantes (de Madagascar) T. 1, 3–6, / Emmanuel Drake del Castillo, Henri Baillon / Paris : impr. nationale, 1886-1902.
- Remarques sur la flore de la Polynésie et sur ses rapports avec celle des terres voisines  / Paris: G. Masson, 1890 - Notes on the.
- Flore de la Polynésie française : description des plantes vasculaires qui croissent spontanément ou qui sont généralement cultivées aux Iles de la Société, Marquise, Pomotou, Gambier et Wallis / Paris: Masson, 1892[6].